# Indischer Leopard
Der Indische Leopard (Panthera pardus fusca) ist eine Unterart des Leoparden, die weiträumig auf dem indischen Subkontinent verbreitet ist.
Im Jahr 2008 hat die IUCN Leoparden als potenziell gefährdet eingestuft und erklärt, dass sie wahrscheinlich bald für den Status gefährdet infrage kommen, da ihr Lebensraum zunehmend fragmentiert und kleiner wird, sie für den illegalen Handel mit Fellen und Körperteilen in Asien stark gewildert werden und nach Konfliktsituationen verfolgt und getötet werden. Außerhalb von geschützten Gebieten werden sie immer seltener. Der Trend der Population ist abnehmend.

## Merkmale
In seiner Erstbeschreibung von Felis fusca schilderte Meyer im Jahr 1794 eine panther-ähnliche Katze aus Bengalen, die drei Fuß und zwei bis drei Zoll groß war, mit starken Beinen, fünf Fuß lang mit einem langen wohlgebildeten Schwanz, einem Kopf so groß wie ein Panther, breiter Schnauze, kurzen Ohren und kleinen, graugelblichen Augen, hellgrauen Augäpfeln und einem unruhigen wilden Blick; beim ersten Anblick schwarz gefärbt, bei genauerer Untersuchung aber dunkelbraun mit kreisrunden Flecken einer dunkleren Farbe, darunter fahlrot tingiert.
Schädel und gegerbte Felle von Leoparden aus dem Einflussbereich Britisch-Indiens bildeten in den folgenden 142 Jahren die Grundlage für wissenschaftliche Beschreibungen. Im Jahr 1939 erklärte Reginald Innes Pocock, dass die ihm vorliegenden Schädel von Leoparden aus Kenia und Britisch-Indien keinerlei typische Unterschiede in den Maßen aufweisen, und die Art Panthera pardus sich durch eine ungewöhnlich große Vielfalt von individuellen Unterschieden in Farbe und Muster von Fellen auszeichnet, auch wenn sie von nahe beieinander liegenden Orten stammten. Unterschiede stellte er lediglich in der Beschaffenheit von Fellen fest: die sechs aus Sikkim und Nepal stammenden Felle seien rauer, dichter, langhaariger mit großen Rosetten; die beiden aus Kaschmir stammenden seien dunkler im Farbton als alle anderen Felle, die ihm aus Indien, Burma und Ceylon zur Verfügung standen.
Erst 1960 wurden lebendige Leoparden des Subkontinents beschrieben, die in Xigazê und Sichuan gefangen und in den Zoo Prag überführt wurden. Die Kuratorin orientierte sich in ihrer Beschreibung vorrangig an Merkmalen der Felle: Grundfarbe, Rücken in der Mitte und Körperseiten aurantiaco-flavus; Felle im Winter eine Spur dunkler und langhaariger; Rosettenflecke schwarz; Bauch weiß; Ringflecke auf dem Rücken 5–6 cm x ↓ groß, meist geschlossen; Ringflecke auf den Körperseiten noch größer, sich in Rosetten auflösend; lange verwaschene Ringflecke auf dem Hals; punktförmige Flecken auf dem Kopf; Schwanz dicht behaart; Schwanzspitze schwarz. Anhand dieser Merkmale identifizierte sie die beiden Leoparden eindeutig als der Unterart Panthera pardus pernigra angehörig. Gegen Ende der 1990er Jahre setzte sich die Erkenntnis durch, dass farbliche Variationen im Fell nicht ausreichen, um Unterarten hinreichend zu bestimmen.

## Verbreitungsgebiet und Lebensraum

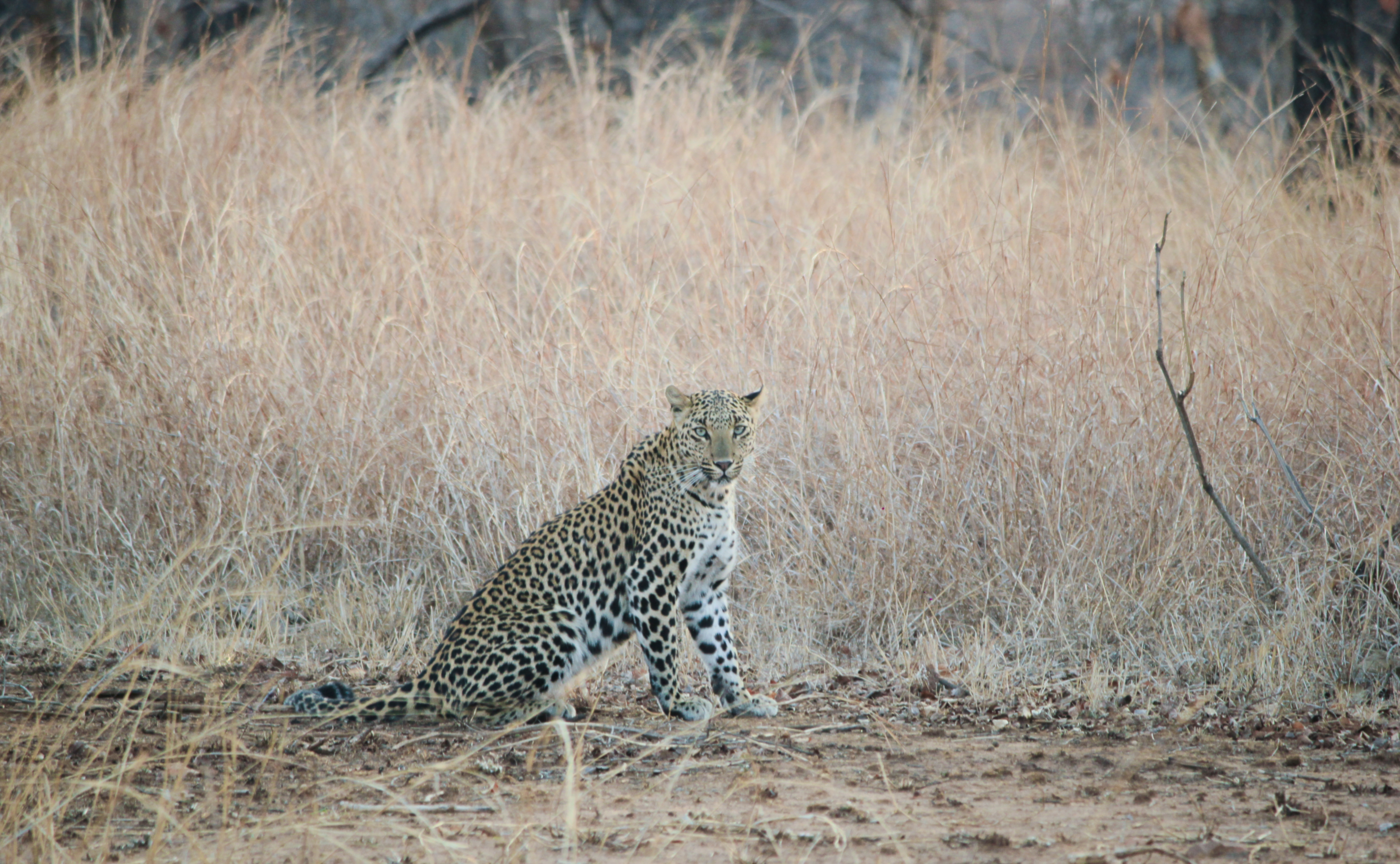
Indischer Leopard im Panna-Nationalpark

Auf dem indischen Subkontinent bilden im Westen der Indus und im Norden der Himalaya topographische Barrieren für die Ausbreitung dieser Unterart. Im Osten bilden der Unterlauf des Brahmaputra und das Ganges-Delta eine natürliche Barriere zum Verbreitungsgebiet des Indochinesischen Leoparden. Indische Leoparden sind in ganz Indien, in Nepal, Bhutan, Bangladesch und Teilen von Pakistan beheimatet. Sie leben in tropischen und trockenen laubwechselnden Wäldern, gemäßigten Gebieten und in Nadelwäldern bis zu einer Höhe von 2.500 m, wo der Lebensraum von Schneeleoparden beginnt. Jedoch haben  sie nicht die Mangrovenwälder der Sundarbans besiedelt.

## Bedrohungen
Die Jagd für den illegalen Handel mit Wildtieren hat das Potential, in kürzester Zeit maximalen Schaden zu verursachen und ist eine ernsthafte Bedrohung für bedrohte und gefährdete Tierarten. Außer der Wilderei sind der Verlust von Lebensraum und die Fragmentierung von vormals zusammenhängenden Populationen, unterschiedliche Stufen von Konflikten mit Menschen in dicht besiedelten Gebieten und die Konkurrenz mit anderen Beutegreifern eine Bedrohung für den Indischen Leoparden.

### Wilderei

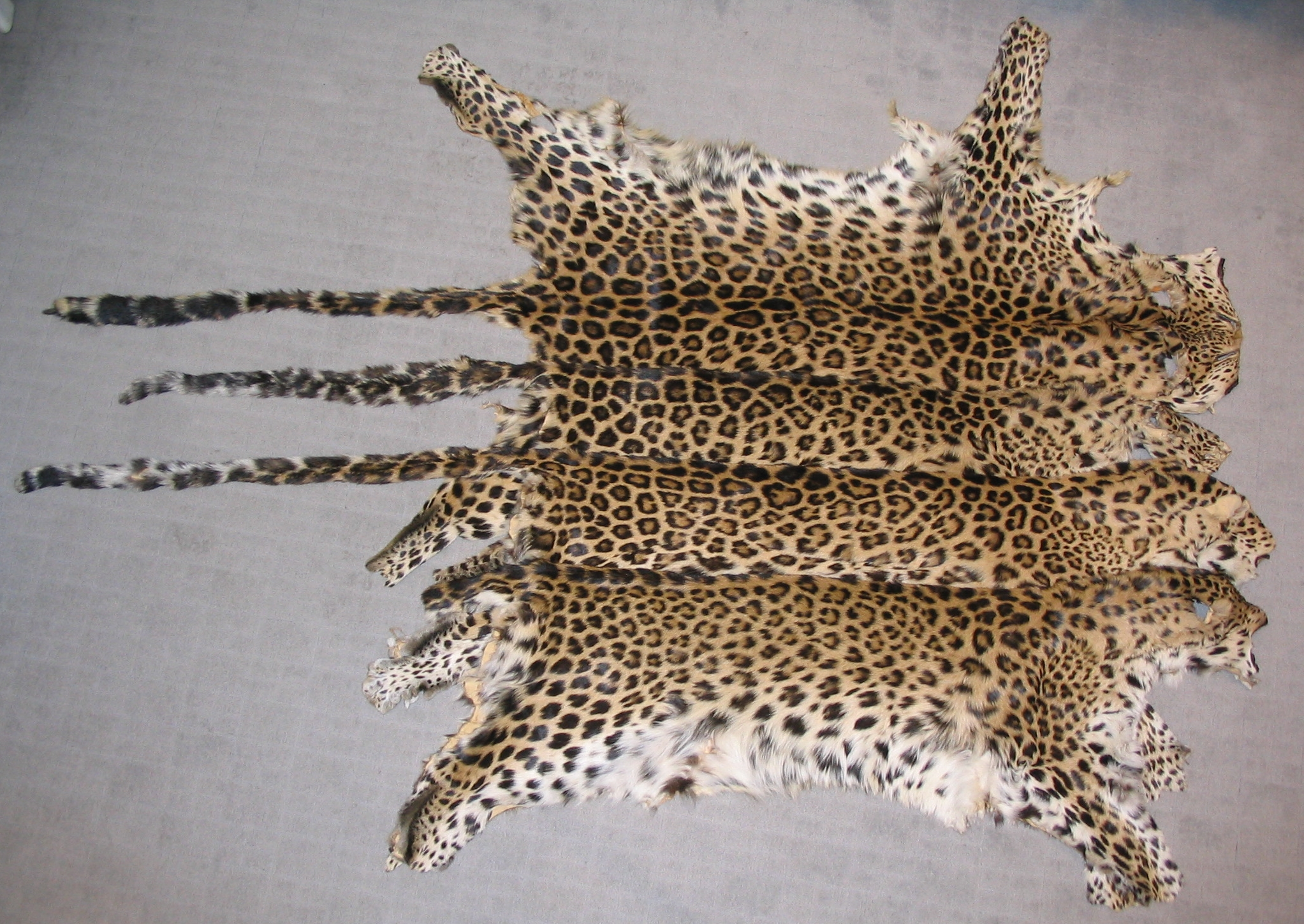
Felle von Leoparden

Laut Veröffentlichungen aus den Jahren 2004 bis 2009 ist für wildlebende Populationen der illegale Handel mit gewilderten Fellen und Körperteilen zwischen Indien, Nepal und China eine erhebliche unmittelbare Bedrohung. Die Regierungen dieser Länder haben es nicht geschafft, die Gesetze hinreichend durchzusetzen und über Jahre hinweg fehlte es an politischem Willen, in die Bekämpfung von Verbrechen gegenüber Wildtieren zu investieren. Es gibt gut organisierte Banden von professionellen Wilddieben, die von Ort zu Ort ziehen und ihre Lager in schutzlosen Gebieten aufschlagen. Felle werden an Ort und Stelle grob getrocknet und dann an Händler weitergegeben, die sie zur Weiterverarbeitung an indische Gerbereien schicken. Käufer wählen Felle bei den Händlern oder Gerbereien aus und schmuggeln sie über ein komplexes Netzwerk zu Märkten, die außerhalb von Indien, hauptsächlich in China, liegen. In Kathmandu beschlagnahmte Felle bestätigen die Rolle der Stadt als eine entscheidende Zwischenstation für illegale Felle, die von Indien nach Tibet und China geschmuggelt werden.
Wahrscheinlich wurde nur ein kleiner Teil des gesamten illegalen Handels beschlagnahmt, während der Großteil der geschmuggelten Ware den Endmarkt wie vorgesehen erreicht. Beschlagnahmen enthüllten:
- in Indien: mehr als 2.841 gewilderte Leoparden zwischen 1994 und März 2009;[8][10][11][12][13]
- in Nepal: 242 gewilderte Leoparden zwischen April 2003 und Mai 2008;[8][14][15][16]
- in China und Tibet: mehr als 774 gewilderte Leoparden zwischen Juli 1999 und September 2005.[8]

Im Mai 2010 schätzte die unabhängige Organisation Wildlife Protection Society of India, dass seit 1994 mindestens 3.189 Leoparden in Indien getötet wurden. Für jedes Tigerfell werden mindestens sieben Leopardenfelle verschoben.

### Konflikte zwischen Menschen und Leoparden
Die Ausdehnung von landwirtschaftlich genutztem Areal, das Vordringen von Menschen und ihrer Nutztiere in geschützte Gebiete sind die wesentlichen Faktoren für den Verlust von Lebensraum und Rückgang der natürlichen Beutetiere von Leoparden. Als Folge davon nähern Leoparden sich Siedlungen, wo sie leichte Beute finden: Hunde, Schweine und Ziegen – Nutztiere, die in dieser Umgebung einen wichtigen Bestandteil ihrer Nahrung ausmachen. Das führt zu Konflikten zwischen Menschen und Leoparden, die insbesondere in den letzten Jahren zugenommen haben. Als Abwehr  der Angriffe auf Nutztiere werden Leoparden erschossen, vergiftet und mittels Fallen gefangen.

## Naturschutz
Panthera pardus ist im Anhang I des Washingtoner Artenschutzübereinkommens aufgeführt. Ohne Genehmigungen zuständiger nationaler Behörden ist der internationale Handel und grenzüberschreitende Transfer von lebenden Exemplaren und Körperteilen verboten.
Indien und Nepal haben zwar das Washingtoner Artenschutzübereinkommen unterschrieben, die Vorgaben des Abkommens hinsichtlich des Schutzstatus von Panthera pardus fusca in ihren nationalen Gesetzen und Durchführungsverordnungen jedoch seither nicht umgesetzt. Dass Wilderei und illegaler Handel mit Fellen und anderen Körperteilen von Leoparden in beiden Ländern ein großes Problem darstellt, liegt aber auch an der unzureichenden Ausbildung der Mitarbeiter von Behörden, die für Strafverfolgung zuständig sind.
Frederick Walter Champion war einer der ersten, die sich nach dem Ersten Weltkrieg in Indien um den Schutz von Leoparden bemühten, die Jagd auf Leoparden scharf verurteilten und ihre wichtige Rolle im Ökosystem bekräftigten. Seit Beginn der 1970er Jahre setzte Billy Arjan Singh sich für ihren Schutz ein.
Seit 2003 setzt sich im indischen Bundesstaat Maharashtra eine Gruppe von Wildbiologen dafür ein, Konflikte zwischen Leoparden und Menschen zu lösen.

## Taxonomische Geschichten
Meyer wies zwar in seiner Erstbeschreibung der panther-ähnlichen Katze aus Bengalen darauf hin, dass das Tier eine neue Art sein müsse, ordnete sie aber noch der Gattung Felis zu. Knapp 70 Jahre später schickte Brian Houghton Hodgson mehrere Felle von Leoparden aus Sikkim und Nepal, darunter auch schwarze, an das Natural History Museum in London. Auf der Grundlage dieser Felle benannte John Edward Gray im Jahr 1863 die Art Leopardus perniger, Hodgson.
1930 erhielt Reginald Innes Pocock einen Schädel von einem Leoparden aus Kaschmir und ordnete das Exemplar in seiner Beschreibung als Unterart von Panthera pardus ein, dem er den Namen Panthera pardus millardi gab.
Zwischen 1868 und 1912 wurden noch einige Bezeichnungen mit Beschreibungen von Fellen und Schädeln indischer Leoparden veröffentlicht, die zum Teil der Gattung Felis zugeordnet worden sind. Pocock löste 1939 die Verwirrung um die Vielfalt der Bezeichnungen auf, indem er neben Meyers Felis fusca auch alle anderen unter den Taxa Felis und Panthera beschriebenen Exemplare als Panthera pardus fusca aufführte; Hodgsons Leopardus perniger erklärte er kurzerhand zu Panthera pardus pernigra und erkannte damit alle als Unterarten von Panthera pardus an. Fusca bezeichnete er als „südliche Rasse“, pernigra aus Sikkim und Nepal stammend und millardi aus Kaschmir stammend. Auch die Briten Ellerman und Morrison-Scott orientierten sich später an Pococks Klassifizierung.
Bestand hatte dieses taxonomische Konzept keine sechs Jahrzehnte lang. Mit der Entwicklung der Gentechnik eröffnete sich in den 1990er Jahren die Möglichkeit, phylogenetische Untersuchungen anhand von Gewebeproben anzustellen. Insgesamt 60 Proben von afrikanischen und asiatischen Leoparden standen den Forschern im gentechnischen Labor in Frederick (Maryland) zur Verfügung, darunter nur drei von wild gefangenen Indischen Leoparden aus dem Nationalpark Nagarahole. Dennoch empfahlen die Forscher aufgrund ihrer Ergebnisse, die auf dem indischen Subkontinent benannten Unterarten fusca, pernigra und millardi zur Gruppe fusca zusammenzufassen.
Wenige Jahre später wurden 77 Gewebeproben von Leoparden phylogenetisch untersucht, neun davon stammten von Indischen aus einem Zoo in Gujarat und aus Nagarahole. Die Forscher bestätigten die Empfehlung ihrer Kollegen, die Bezeichnung fusca für alle Leoparden des indischen Subkontinents zu übernehmen.

## Genetische Studien
Besondere genetische Merkmale von Panthera pardus fusca sind ausgeprägter Polymorphismus bei Allozymen und zwei einzigartige Haplotypen in der mitochondrialen DNA. Auf Grundlage ihrer phylogeografischen Analysen schätzten die Genforscher, dass die asiatischen Unterarten von Panthera pardus vor 170.000 bis 300.000 Jahren aus Afrika auswanderten und über die afro-arabische Landbrücke nach Mittel- und Ostasien wanderten – eine Migration, die zeitlich mit der Ausbreitung des Menschen nach Asien übereinstimmt. Die phylogenetische Nähe von Panthera pardus fusca und des in Sri Lanka beheimateten Panthera pardus kotiya ließ sie darauf schließen, dass Leoparden vom indischen Subkontinent aus weiter nach Sri Lanka wanderten.

### Genetische Unterschiede zu anderen Unterarten
Bis in die 1990er Jahre wurden anhand oberflächlicher Merkmale 27 Unterarten von Panthera pardus anerkannt, von denen auf der Grundlage von genetischen Analysen nur noch neun als valide gelten. DNA-Analysen schafften ein klareres Bild der Systematik. Die Stellung des Indischen Leopards innerhalb der Art Panthera pardus ist weitgehend ungeklärt, da verschiedene Methoden der phylogenetischen Systematik zu stark verschiedenen Ergebnissen kommen. Das könnte darauf hindeuten, dass sich P. p. fusca schon früh von allen anderen Unterarten abspaltete, also basal ist.